# Trentepohlia mirabilis
Trentepohlia mirabilis är en tvåvingeart som beskrevs av Alexander 1938. Trentepohlia mirabilis ingår i släktet Trentepohlia och familjen småharkrankar.
Artens utbredningsområde är Ecuador. Inga underarter finns listade i Catalogue of Life.